# Латексо (Техас)
Латексо (англ. Latexo) — місто (англ. city) в США, в окрузі Г'юстон штату Техас. Населення — 232 особи (2020).

## Географія
Латексо розташоване за координатами 31°23′29″ пн. ш. 95°28′31″ зх. д. / 31.39139° пн. ш. 95.47528° зх. д. (31.391431, -95.475230).  За даними Бюро перепису населення США у 2010 році місто мало площу 2,54 км², уся площа — суходіл.

## Демографія
Згідно з переписом 2010 року, у місті мешкали 322 особи в 122 домогосподарствах у складі 88 родин. Густота населення становила 127 осіб/км².  Було 137 помешкань (54/км²).
Расовий склад населення:
| - 82,9 % — білих - 7,8 % — чорних або афроамериканців - 0,3 % — корінних американців - 0,3 % — азіатів - 7,1 % — осіб інших рас |

До двох чи більше рас належало 1,6 %. Частка іспаномовних становила 12,7 % від усіх жителів.
За віковим діапазоном населення розподілялося таким чином: 28,9 % — особи молодші 18 років, 55,9 % — особи у віці 18—64 років, 15,2 % — особи у віці 65 років та старші. Медіана віку мешканця становила 36,0 року. На 100 осіб жіночої статі у місті припадало 97,5 чоловіків;  на 100 жінок у віці від 18 років та старших — 78,9 чоловіків також старших 18 років.
Середній дохід на одне домашнє господарство  становив 40 896 доларів США (медіана — 31 364), а середній дохід на одну сім'ю — 50 233 долари (медіана — 45 469). За межею бідності перебувало 22,6 % осіб, у тому числі 30,0 % дітей у віці до 18 років та 38,5 % осіб у віці 65 років та старших.
Цивільне працевлаштоване населення становило 120 осіб. Основні галузі зайнятості: роздрібна торгівля — 22,5 %, освіта, охорона здоров'я та соціальна допомога — 18,3 %, будівництво — 15,8 %.